# The Masked Singer (Vereinigte Staaten)/Staffel 1
Die erste Staffel der US-amerikanischen Musikshow The Masked Singer wurde vom 2. Januar bis zum 27. Februar 2019 auf Fox ausgestrahlt. Moderiert wurde die Staffel von Nick Cannon. Das Rateteam bestand neben mehreren Gastjuroren aus dem Sänger Robin Thicke, der Moderatorin Jenny McCarthy, dem Schauspieler Ken Jeong sowie der Sängerin Nicole Scherzinger. Sieger der ersten Staffel wurde T-Pain als Monster.

## Rateteam

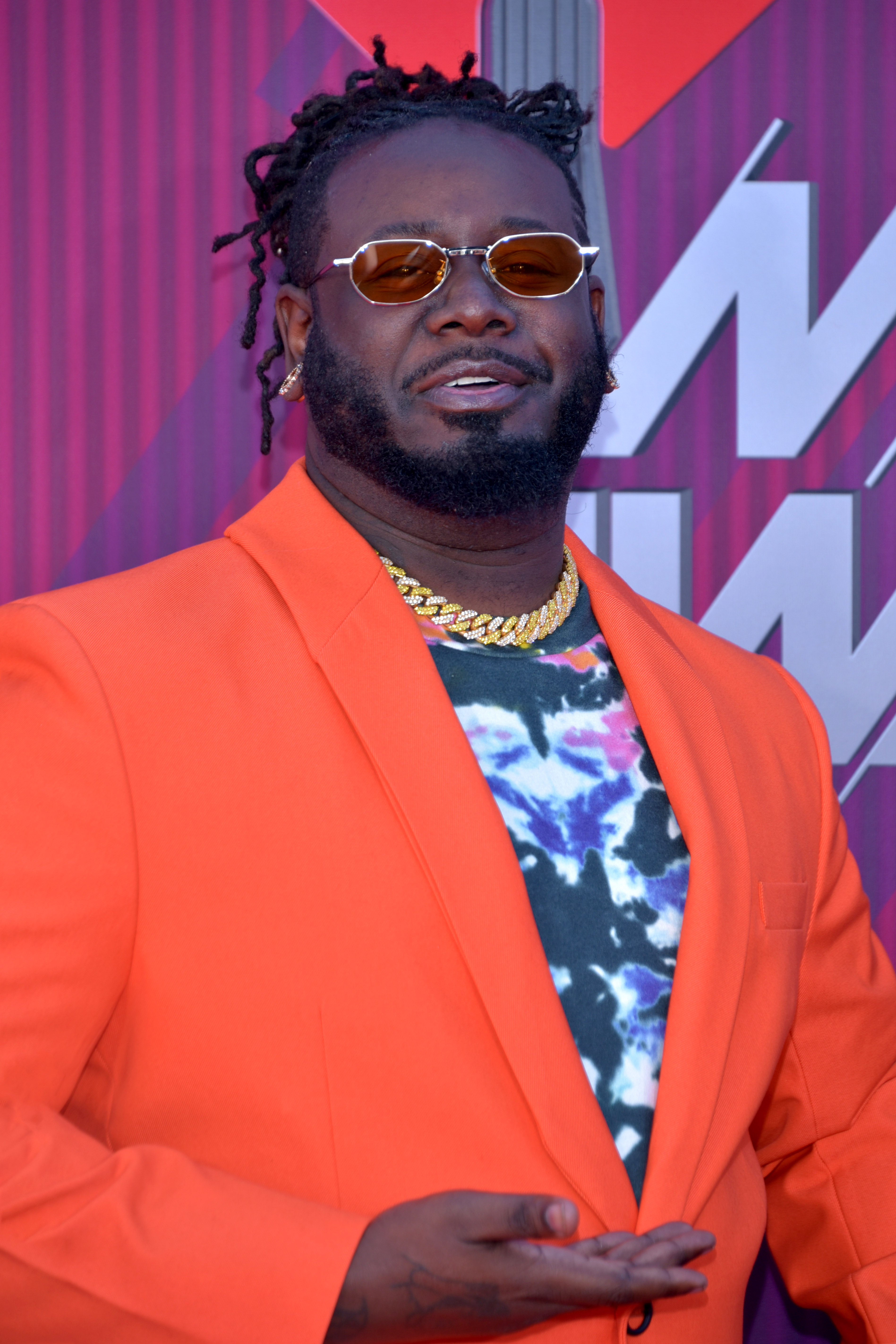
T-Pain, Sieger der ersten Staffel

| Folge | Ständige Mitglieder | Ständige Mitglieder | Ständige Mitglieder | Ständige Mitglieder | Gastmitglied   |
| ----- | ------------------- | ------------------- | ------------------- | ------------------- | -------------- |
| 1     | Robin Thicke        | Jenny McCarthy      | Ken Jeong           | Nicole Scherzinger  | —              |
| 2     | Robin Thicke        | Jenny McCarthy      | Ken Jeong           | Nicole Scherzinger  | —              |
| 3     | Robin Thicke        | Jenny McCarthy      | Ken Jeong           | Nicole Scherzinger  | Joel McHale    |
| 4     | Robin Thicke        | Jenny McCarthy      | Ken Jeong           | Nicole Scherzinger  | Joel McHale    |
| 5     | Robin Thicke        | Jenny McCarthy      | Ken Jeong           | Nicole Scherzinger  | —              |
| 6     | Robin Thicke        | Jenny McCarthy      | Ken Jeong           | Nicole Scherzinger  | —              |
| 7     | Robin Thicke        | Jenny McCarthy      | Ken Jeong           | Nicole Scherzinger  | J. B. Smoove   |
| 8     | Robin Thicke        | Jenny McCarthy      | Ken Jeong           | Nicole Scherzinger  | Kenan Thompson |
| 9     | Robin Thicke        | Jenny McCarthy      | Ken Jeong           | Nicole Scherzinger  | Kenan Thompson |

## Teilnehmer
Laut Sender waren die Maskierten insgesamt für 65 Grammy Awards und 16 Emmys nominiert, verkauften 15 Mehrfach-Platin-Schallplatten, traten in vier Broadway-Stücken auf und gewannen vier Mal den Super Bowl, zudem besaßen ebenfalls vier von ihnen einen Stern auf dem Walk of Fame.
| Platz | Kostüm             | Person          | Bekannt als                     | Aus in Folge | Quelle |
| ----- | ------------------ | --------------- | ------------------------------- | ------------ | ------ |
| 1     | Monster            | T-Pain          | Rapper, Sänger                  | 9            | [ 5 ]  |
| 2     | Peacock (Pfau)     | Donny Osmond    | Sänger, Moderator, Schauspieler | 9            | [ 6 ]  |
| 3     | Bee (Biene)        | Gladys Knight   | Sängerin, Schauspielerin        | 9            | [ 7 ]  |
| 4     | Rabbit (Hase)      | Joey Fatone     | Sänger                          | 8            | [ 8 ]  |
| 5     | Lion (Löwe)        | Rumer Willis    | Schauspielerin                  | 8            | [ 9 ]  |
| 6     | Alien              | La Toya Jackson | Sängerin                        | 7            | [ 10 ] |
| 7     | Raven (Rabe)       | Ricki Lake      | Moderatorin, Schauspielerin     | 6            | [ 11 ] |
| 8     | Unicorn (Einhorn)  | Tori Spelling   | Schauspielerin, Autorin         | 5            | [ 12 ] |
| 9     | Poodle (Pudel)     | Margaret Cho    | Komikerin, Schauspielerin       | 4            | [ 13 ] |
| 10    | Deer (Hirsch)      | Terry Bradshaw  | American-Football-Spieler       | 3            | [ 14 ] |
| 11    | Pineapple (Ananas) | Tommy Chong     | Musiker, Schauspieler           | 2            | [ 15 ] |
| 12    | Hippo (Nilpferd)   | Antonio Brown   | American-Football-Spieler       | 1            | [ 16 ] |

## Folgen
|   | Kostüm  | Lied, Originalinterpret                                                     | Ergebnis      |
| - | ------- | --------------------------------------------------------------------------- | ------------- |
| 1 | Peacock | The Greatest Show – Hugh Jackman & Keala Settle & Zac Efron & Zendaya       | Gewonnen      |
| 2 | Hippo   | My Prerogative – Bobby Brown                                                | Ausgeschieden |
|   |         |                                                                             |               |
| 3 | Monster | Don’t Stop Me Now – Queen                                                   | Vielleicht    |
| 4 | Unicorn | Fight Song – Rachel Platten                                                 | Gewonnen      |
|   |         |                                                                             |               |
| 5 | Deer    | Thunder – Imagine Dragons                                                   | Vielleicht    |
| 6 | Lion    | A Little Party Never Killed Nobody (All We Got) – Fergie & Q-Tip & GoonRock | Gewonnen      |

|   | Kostüm    | Lied, Originalinterpret            | Ergebnis      |
| - | --------- | ---------------------------------- | ------------- |
| 1 | Rabbit    | Livin’ la Vida Loca – Ricky Martin | Gewonnen      |
| 2 | Alien     | Feel It Still – Portugal. The Man  | Vielleicht    |
|   |           |                                    |               |
| 3 | Raven     | Rainbow – Kesha                    | Gewonnen      |
| 4 | Pineapple | I Will Survive – Gloria Gaynor     | Ausgeschieden |
|   |           |                                    |               |
| 5 | Poodle    | Heartbreaker – Pat Benatar         | Vielleicht    |
| 6 | Bee       | Chandelier – Sia                   | Gewonnen      |

|   | Kostüm  | Lied, Originalinterpret                  | Ergebnis      |
| - | ------- | ---------------------------------------- | ------------- |
| 1 | Lion    | Feeling Good – Cy Grant                  | Gewonnen      |
| 2 | Deer    | Get Your Shine On – Florida Georgia Line | Ausgeschieden |
| 3 | Peacock | Counting Stars – OneRepublic             | Gewonnen      |
| 4 | Unicorn | Oops!… I Did It Again – Britney Spears   | Gewonnen      |
| 5 | Monster | I Don’t Want to Be – Gavin DeGraw        | Gewonnen      |

|   | Kostüm | Lied, Originalinterpret              | Ergebnis      |
| - | ------ | ------------------------------------ | ------------- |
| 1 | Rabbit | Wake Me Up – Avicii feat. Aloe Blacc | Gewonnen      |
| 2 | Alien  | Lovefool – The Cardigans             | Gewonnen      |
| 3 | Raven  | Bad Romance – Lady Gaga              | Gewonnen      |
| 4 | Poodle | Time After Time – Cyndi Lauper       | Ausgeschieden |
| 5 | Bee    | Locked Out of Heaven – Bruno Mars    | Gewonnen      |

|   | Kostüm                   | Lied, Originalinterpret                | Ergebnis      |                     |
| - | ------------------------ | -------------------------------------- | ------------- | ------------------- |
|   | Übrige Gruppenteilnehmer | On Top of the World – Imagine Dragons  | –             |                     |
|   |                          |                                        |               | Indizien-Gegenstand |
| 1 | Rabbit                   | Poison – Bell Biv DeVoe                | Gewonnen      | Zauberkasten        |
| 2 | Unicorn                  | I Love It – Icona Pop feat. Charli XCX | Ausgeschieden | Schreibmaschine     |
| 3 | Alien                    | Happy – Pharrell Williams              | Gewonnen      | Polizeimarke        |
| 4 | Lion                     | California Dreamin’ – Barry McGuire    | Gewonnen      | Haargummi           |

|   | Kostüm                   | Lied, Originalinterpret               | Ergebnis      |                     |
| - | ------------------------ | ------------------------------------- | ------------- | ------------------- |
|   | Übrige Gruppenteilnehmer | I Gotta Feeling – The Black Eyed Peas | –             |                     |
|   |                          |                                       |               | Indizien-Gegenstand |
| 1 | Bee                      | Wrecking Ball – Miley Cyrus           | Gewonnen      | Backzubehör         |
| 2 | Peacock                  | All of Me – John Legend               | Gewonnen      | Perücke             |
| 3 | Raven                    | Brave – Sara Bareilles                | Ausgeschieden | Emmy                |
| 4 | Monster                  | American Woman – The Guess Who        | Gewonnen      | Headset             |

|   | Kostüm  | Lied, Originalinterpret                     | Ergebnis      |
| - | ------- | ------------------------------------------- | ------------- |
| 1 | Monster | I Love Rock ’n’ Roll – Arrows               | Gewonnen      |
| 2 | Lion    | Diamond Heart – Lady Gaga                   | Gewonnen      |
| 3 | Alien   | Ex’s & Oh’s – Elle King                     | Ausgeschieden |
| 4 | Bee     | What’s Love Got to Do with It – Tina Turner | Gewonnen      |
| 5 | Rabbit  | Isn’t She Lovely – Stevie Wonder            | Gewonnen      |
| 6 | Peacock | Can’t Feel My Face – The Weeknd             | Gewonnen      |

|   | Kostüm  | Lied, Originalinterpret                                   | Ergebnis      |
| - | ------- | --------------------------------------------------------- | ------------- |
| 1 | Peacock | Let’s Go – Calvin Harris feat. Ne-Yo                      | Gewonnen      |
| 2 | Monster | Stay with Me – Sam Smith                                  | Gewonnen      |
| 3 | Lion    | Don’t You Worry ’bout a Thing – Stevie Wonder             | Ausgeschieden |
| 4 | Rabbit  | My Girl – The Temptations                                 | Ausgeschieden |
| 5 | Bee     | (You Make Me Feel Like) A Natural Woman – Aretha Franklin | Gewonnen      |

|   | Kostüm                 | Lied, Originalinterpret                  | Ergebnis      |
| - | ---------------------- | ---------------------------------------- | ------------- |
|   | Alle Staffelteilnehmer | Make Way – Aloe Blacc                    | –             |
|   |                        |                                          |               |
| 1 | Peacock                | Shake a Tail Feather – The Five Du-Tones | Zweiter Platz |
| 2 | Bee                    | I Can’t Make You Love Me – Bonnie Raitt  | Dritter Platz |
| 3 | Monster                | This Is How We Do It – Montell Jordan    | Gewinner      |

## Einschaltquoten
| Folge | Datum         | Live       | Live                | DVR (7 Tage) | DVR (7 Tage)   | Gesamt     | Gesamt         | Quelle |
| Folge | Datum         | Zuschauer  | Rating/Share(18–49) | Zuschauer    | Rating (18–49) | Zuschauer  | Rating (18–49) | Quelle |
| ----- | ------------- | ---------- | ------------------- | ------------ | -------------- | ---------- | -------------- | ------ |
| 1     | 2. Jan. 2019  | 9,37 Mio.  | 3,0/12              | 3,60 Mio.    | 1,2            | 12,97 Mio. | 4,2            | [ 17 ] |
| 2     | 9. Jan. 2019  | 7,08 Mio.  | 2,3/10              | 3,81 Mio.    | 1,4            | 10,89 Mio. | 3,7            | [ 18 ] |
| 3     | 16. Jan. 2019 | 6,95 Mio.  | 2,2/9               | 3,61 Mio.    | 1,3            | 10,56 Mio. | 3,5            | [ 19 ] |
| 4     | 23. Jan. 2019 | 7,15 Mio.  | 2,3/9               | 3,86 Mio.    | 1,4            | 11,01 Mio. | 3,7            | [ 20 ] |
| 5     | 30. Jan. 2019 | 7,88 Mio.  | 2,6/11              | 3,33 Mio.    | 1,1            | 11,21 Mio. | 3,7            | [ 21 ] |
| 6     | 6. Feb. 2019  | 7,14 Mio.  | 2,2/9               | 3,30 Mio.    | 1,2            | 10,44 Mio. | 3,4            | [ 22 ] |
| 7     | 13. Feb. 2019 | 7,85 Mio.  | 2,4/11              | 3,52 Mio.    | 1,3            | 11,37 Mio. | 3,7            | [ 23 ] |
| 8     | 20. Feb. 2019 | 8,27 Mio.  | 2,7/11              | 3,11 Mio.    | 1,1            | 11,38 Mio. | 3,8            | [ 24 ] |
| 9     | 27. Feb. 2019 | 11,48 Mio. | 3,6/15              | 2,74 Mio.    | 0,9            | 14,22 Mio. | 4,5            | [ 25 ] |